# Élections législatives seychelloises de 2016
Les élections législatives seychelloises de 2016 ont lieu du 8 au 10 septembre 2016 afin de renouveler les membres de l'Assemblée nationale des Seychelles.

## Système électoral
L'Assemblée nationale est l'unique chambre du parlement monocaméral des Seychelles. Elle est composée d'un maximum de 34 sièges pourvus pour cinq ans selon un mode de scrutin parallèle.
Sont ainsi à pourvoir 25 sièges au scrutin uninominal majoritaire à un tour dans autant de circonscriptions électorales, auxquels se rajoutent jusqu'à 9 sièges pourvus au scrutin proportionnel plurinominal dans une unique circonscription nationale, chaque parti obtenant un siège par tranche de 10 % des votes valides obtenus.

## Candidats
Les candidats se composent des membres de trois partis politiques et de trois candidats indépendants visant les 25 sièges des circonscriptions à siège unique.

## Observateurs
Deux groupes d'observateurs internationaux sont présents pour suivre l'élection : la Communauté de développement d'Afrique australe (Southern African Development Community, SADC) et l'Union africaine (UA). L'équipe d'observation de la SADC est composée de 19 personnes venant de huit pays membres de la SADC et couvrira l'ensemble des circonscriptions,. L'Union africaine a pour sa part envoyée une équipe d'observation historique exclusivement féminine. Cette équipe est dirigée par Fatuma Ndangiza et présente dans le pays du 1er au 15 septembre.
Deux groupes locaux d'observation, les Citizens Democracy Watch Seychelles (CDWS) et l'Association for Rights, Information and Democracy (ARID) ont également prévues de réaliser un retour sur ces élections.

## Résultats
|                           |                                      |        |       |        |        |        |               |  |  |  |  |  |  |  |
| Parti                     | Parti                                | Votes  | %     | Sièges | Sièges | Sièges | Sièges        |  |  |  |  |  |  |  |
| Parti                     | Parti                                | Votes  | %     | UM1    | SPP    | Total  | +/–           |  |  |  |  |  |  |  |
|                           | Union démocratique seychelloise      | 30 444 | 49,59 | 15     | 4      | 19     | 19            |  |  |  |  |  |  |  |
|                           | Parti populaire                      | 30 218 | 49,22 | 10     | 4      | 14     | 17            |  |  |  |  |  |  |  |
|                           | Mouvement patriotique des Seychelles | 602    | 0,98  | 0      | 0      | 0      | Nv            |  |  |  |  |  |  |  |
|                           | Indépendants                         | 128    | 0,21  | 0      | 0      | 0      | en stagnation |  |  |  |  |  |  |  |
|                           |                                      |        |       |        |        |        |               |  |  |  |  |  |  |  |
| Suffrages exprimés        | Suffrages exprimés                   | 61 392 | 97,54 |        |        |        |               |  |  |  |  |  |  |  |
| Votes blancs et invalides | Votes blancs et invalides            | 1 547  | 2,46  |        |        |        |               |  |  |  |  |  |  |  |
| Total                     | Total                                | 62 939 | 100   | 25     | 8      | 33     | 2             |  |  |  |  |  |  |  |
| Abstentions               | Abstentions                          | 8 993  | 12,50 |        |        |        |               |  |  |  |  |  |  |  |
| Inscrits / participation  | Inscrits / participation             | 71 932 | 87,50 |        |        |        |               |  |  |  |  |  |  |  |